# Plosca
Plosca é uma comuna romena localizada no distrito de Teleorman, na região de Muntênia. A comuna possui uma área de 50.48 km² e sua população era de 6558 habitantes segundo o censo de 2007.